# ویتوریو داگیانتی
ویتوریو داگیانتی (انگلیسی: Vittorio Dagianti; ۱۰ مهٔ ۱۹۱۹ – ۴ ژوئن ۱۹۹۴) بازیکن فوتبال اهل ایتالیا بود.
از باشگاه‌هایی که در آن بازی کرده‌است می‌توان به باشگاه فوتبال سالرنیتانا، باشگاه فوتبال آ.اس. رم، باشگاه ورزشی لاتزیو، و باشگاه فوتبال ناپولی اشاره کرد.